# Arrondissement di Diksmuide
L'arrondissement di Diksmuide (in olandese Arrondissement Diksmuide, in francese Arrondissement de Dixmude) è una suddivisione amministrativa belga, situata nella provincia delle Fiandre Occidentali e nella regione delle Fiandre.

## Composizione
L'arrondissement di Diksmuide raggruppa 5 comuni:
- Diksmuide
- Houthulst
- Koekelare
- Kortemark
- Lo-Reninge

## Società

### Evoluzione demografica
Abitanti censiti
- Fonte dati INS - fino al 1970: 31 dicembre; dal 1980: 1º gennaio